# The Pawnshop
 The Pawnshop és un curtmetratge estatunidenc escrit, dirigit, i produït per Charles Chaplin en 1916. Compta amb l'actuació del mateix Chaplin, Edna Purviance, Henry Bergman, Eric Campbell, Albert Austin, John Rand, Wesley Ruggles, James T. Kelly i Frank J. Coleman. És la sisena pel·lícula dirigida per Charles Chaplin, de la sèrie produïda per Mutual.
És la primera pel·lícula en què Chaplin va presumir d'una precisió i una gràcia coreogràfiques molt perfeccionades en els seus moviments còmics.

## Argument
Charlot, treballa per un usurer, atén als clients i ordena els objectes, i en la rebotiga no deixa de barallar-se amb l'altre empleat. El joc té dos tons diferents segons estigui o no present el patró. Enamorat de la filla del patró, és matusser i no fa en absolut per a la venda. El patró, finalment, fart de les destrosses que comporta la situació, acaba per acomiadar-ho, encara que per poc temps, ja que torna a readmetre-ho, just a temps per capturar a un client que pretenia robar en la tenda. En recompensa, pot filar el perfecte amor amb la filla de l'usurer.

## Repartiment
- Charles Chaplin: El treballador
- Henry Bergman: L'usurer
- Edna Purviance: Edna, la seva filla
- John Rand: Johnny, l'altre treballador
- Albert Austin: L'home al despertador
- Wesley Ruggles: L'actor a l'atur
- Eric Campbell: L'estafador
- Frank J Coleman: El policia
- Leo White: Un client
- James T. Kelley: La dona
- Charlotte Mineau: Una client (no acreditada)
- Wesley Ruggles: Client amb anell (no acreditat)